# MICA 3 CHU
MICA 3 CHU（ミカ・サン・チュー）は、歌手の中島美嘉とお笑いトリオの森三中によるガールズバンド。

## 概要
- 中島が「I DON'T KNOW」を歌うにあたってパフォーマンス担当として、以前に番組で共演したことのある森三中にオファーを出し、森三中側がこれを快諾し結成された。
- ギターにはBEAT CRUSADERSのカトウタロウを起用。
- 楽曲、メイク、ライブパフォーマンスなど随所にAC/DC、マリリン・マンソンの影響（模倣とも）が見られる。
- 2009年7月26日、中島が東京国際フォーラムで行われた全国ツアー「MIKA NAKASHIMA CONCERT TOUR 2009 TRUST OUR VOICE」で、サプライズゲストとして森三中と「I DON'T KNOW」を披露した。一夜限りで再結成した。ファンの前でパフォーマンスは初めて。

## メンバー
以下のようなキャラクター設定がなされている。
- MICA（中島美嘉）
ボーカル担当。クールなヘビースモーカー。インタビューが嫌い。
- OSHIMA（大島美幸）
ギター担当。ロックンロールと食べ物を愛している。
- MURAKAMI（村上知子）
ベース担当。セクシーなタトゥーがトレードマークの妹分。男をよくもてあそぶ。
- KUROSAWA（黒沢かずこ）
ドラム担当。無類の酒好き。手の付けられない暴れん坊。

## シングル
- I DON'T KNOW（2008年7月23日）

## テレビ出演
- SMAP×SMAP（2008年7月21日放送）
- うたばん（2008年7月24日放送）
- ミュージックステーション（2008年7月25日放送）